# 517-й истребительный авиационный полк
517-й истребительный авиационный Калинковичский ордена Суворова полк (517-й иап) — воинская часть Военно-Воздушных сил (ВВС) Вооружённых Сил РККА, принимавшая участие в боевых действиях Великой Отечественной войны, переименованная в 878-й истребительный авиационный Калинковичский ордена Суворова полк.

## Наименования полка
- 517-й истребительный авиационный полк;
- 517-й истребительный авиационный Калинковичский полк;
- 517-й истребительный авиационный Калинковичский ордена Суворова полк;
- 878-й истребительный авиационный Калинковичский ордена Суворова полк;
- 878-й истребительный авиационный Калинковичский ордена Суворова полк ПВО;
- Полевая почта 23318.

## Создание полка
517-й истребительный авиационный полк начал формироваться в ноябре 1941 года при 13-м запасном авиационном истребительном полку Приволжского военного округа в городе Кузнецк на самолётах Як-1.

## Переименование полка
517-й истребительный авиационный полк 20 февраля 1949 года переименован в 878-й Калинковичский ордена Суворова III степени истребительный авиационный полк

## В действующей армии
В составе действующей армии:
- с 14 апреля 1942 года по 24 июня 1942 года,
- с 22 октября 1942 года по 9 марта 1943 года,
- с 3 июня 1943 года по 9 мая 1945 года.

## Командиры полка
- майор, подполковник Баранов Степан Викентьевич[3], 07.10.1942 — 18.09.1945
- подполковник Юдаев Виктор Никитович[4], 07.1948 — 03.1950

## В составе соединений и объединений
| Период        | Фронт (округ)                        | армия                                     | корпус                           | дивизия                                       | примечание                                                    |
| ------------- | ------------------------------------ | ----------------------------------------- | -------------------------------- | --------------------------------------------- | ------------------------------------------------------------- |
| 11.1942 г.    | Приволжский военный округ            | ВВС округа                                |                                  | 13-й запасной истребительный авиационный полк | Кузнецк, Як-1                                                 |
| 18.02.1942 г. | Резерв Верховного Главнокомандования | Авиация Резерва ВГК                       |                                  | 3-я авиационная бригада                       | аэродром Юркино, Як-1                                         |
| 14.04.1942 г. | Северо-Западный фронт                | 11-я армия                                | ВВС 11-й армии                   |                                               | Як-1                                                          |
| 24.06.1942 г. | Северо-Западный фронт                | 11-я армия                                | ВВС 11-й армии                   |                                               | убыл в тыл доукомплектование                                  |
| 01.07.1942 г. | Приволжский военный округ            | ВВС округа                                |                                  | 8-й запасной истребительный авиационный полк  | пос. Багай-Барановка Саратовской области, Як-7Б               |
| 08.10.1942 г. | Резерв Верховного Главнокомандования | Авиация Резерва ВГК                       |                                  | 282-я истребительная авиационная дивизия      | Як-7Б                                                         |
| 22.10.1942 г. | Калининский фронт                    | 3-я воздушная армия                       |                                  | 282-я истребительная авиационная дивизия      | Як-7Б                                                         |
| 06.11.1942 г. | Юго-Западный фронт                   | 17-я воздушная армия                      |                                  | 282-я истребительная авиационная дивизия      | Як-7Б                                                         |
| 01.03.1943 г. | Резерв Верховного Главнокомандования | Авиация Резерва ВГК                       |                                  | 282-я истребительная авиационная дивизия      | город Кирсанов, перевооружён на Як-1Б                         |
| 03.06.1943 г. | Центральный фронт                    | 16-я воздушная армия                      | 6-й смешанный авиационный корпус | 282-я истребительная авиационная дивизия      | Як-7Б                                                         |
| 20.10.1943 г. | Белорусский фронт                    | 16-я воздушная армия                      | 6-й смешанный авиационный корпус | 282-я истребительная авиационная дивизия      | Як-7Б                                                         |
| 17.02.1944 г. | 1-й Белорусский фронт                | 16-я воздушная армия                      | 6-й смешанный авиационный корпус | 282-я истребительная авиационная дивизия      | Як-7Б                                                         |
| 01.04.1944 г. | 1-й Белорусский фронт                | 16-я воздушная армия                      | 6-й смешанный авиационный корпус | 282-я истребительная авиационная дивизия      | Боевой работы не вёл, личный состав осваивал истребители Як-9 |
| 01.05.1944 г. | 1-й Белорусский фронт                | 16-я воздушная армия                      | 6-й смешанный авиационный корпус | 282-я истребительная авиационная дивизия      | Як-9                                                          |
| 01.08.1944 г. | 1-й Белорусский фронт                | 16-я воздушная армия                      |                                  | 282-я истребительная авиационная дивизия      | Як-9                                                          |
| 09.05.1945 г. | 1-й Белорусский фронт                | 16-я воздушная армия                      |                                  | 282-я истребительная авиационная дивизия      | Як-9                                                          |
| 10.06.1945 г. | Группа Советских войск в Германии    | 16-я воздушная армия                      |                                  | 282-я истребительная авиационная дивизия      | Як-9                                                          |
| 01.01.1946 г. | Киевский военный округ               | ВВС Киевского военного округа             |                                  | 282-я истребительная авиационная дивизия      | Як-9                                                          |
| 01.05.1947 г. | Киевский военный округ               | 17-я воздушная армия                      |                                  | 282-я истребительная авиационная дивизия      | Як-9                                                          |
| 20.02.1949 г. | Киевский военный округ               | 69-я воздушная армия                      |                                  | 216-я истребительная авиационная дивизия      | полк переименован в 878-й иап                                 |
| 01.07.1949 г. | Бакинский округ ПВО                  | 42-я истребительная авиационная армия ПВО |                                  | 216-я истребительная авиационная дивизия ПВО  |                                                               |

## Участие в сражениях и битвах

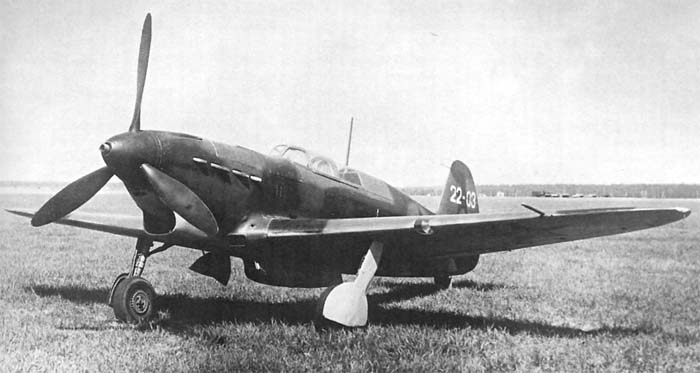
Истребитель Як-7

- Демянская наступательная операция — с 14 апреля 1942 года по 25 мая 1942 года
- Сталинградская оборонительная операция — с 15 ноября 1942 года по 18 ноября 1942 года.
- Сталинградская наступательная операция — с 19 ноября 1942 года по 1 января 1943 года.
- Среднедонская операция — с 16 декабря 1942 года по 30 декабря 1942 года.
- Ворошиловградская операция — с 29 января 1943 года по 18 февраля 1943 года.
- Воздушное сражение на Кубани — с 17 апреля 1943 года по май 1943 года.
- Курская битва — с 5 июля 1943 года по 12 июля 1943 года.
- Орловская стратегическая наступательная операция «Кутузов» — с 12 июля 1943 года по 18 августа 1943 года.
- Черниговско-Припятская операция — с 26 августа 1943 года по 30 сентября 1943 года.
- Гомельско-Речицкая наступательная операция — с 10 ноября 1943 года по 30 ноября 1943 года.
- Калинковичско-Мозырская операция — с 8 января 1944 года по 8 февраля 1944 года.
- Рогачёвско-Жлобинская операция — с 21 февраля 1944 года по 26 февраля 1944 года.
- Белорусская операция «Багратион» — с 23 июня 1944 года по 29 августа 1944 года.
- Бобруйская операция — с 24 июня 1944 года по 29 июня 1944 года.
- Минская операция — с 29 июня 1944 года по 4 июля 1944 года.
- Люблин-Брестская операция — с 18 июля 1944 года по 2 августа 1944 года.
- Висло-Одерская операция — с 12 января 1945 года по 3 февраля 1945 года.
- Варшавско-Познанская наступательная операция — с 14 января 1945 года по 3 февраля 1945 года.
- Восточно-Померанская операция — с 10 февраля 1945 года по 4 апреля 1945 года.
- Берлинская наступательная операция — с 16 апреля 1945 года по 8 мая 1945 года.

## Первая победа полка в воздушном бою
Первая известная воздушная победа полка в Отечественной войне одержана 19 апреля 1942 года: капитан Семёнов в воздушном бою в районе села Подборовье сбил немецкий бомбардировщик Хе-111.

## Почётные наименования
517-му истребительному авиационному полку за отличие в боях с немецкими захватчиками за освобождение городов Мозырь и Калинковичи присвоено почётное наименование «Калинковичский»

## Награды
517-й истребительный авиационный Калинковичский полк за образцовое выполнение боевых заданий командования в боях при прорыве обороны немцев и наступлении на Берлин и проявленные при этом доблесть и мужество Указом Президиума Верховного Совета СССР 28 мая 1945 года награждён орденом Суворова III степени.

## Благодарности Верховного Главнокомандования
За проявленные образцы мужества и героизма Верховным Главнокомандующим лётчикам полка в составе 282-й иад объявлены благодарности:
- За овладение городом Гомель[6]
- За овладение крепостью Прага[7].
- За овладение городом Варшава[8].
- За овладение городами Лодзь, Кутно, Томашув (Томашов), Гостынин и Ленчица[9].
- За овладение городом и крепостью Кистжинь (Кюстрин)[10]
- За овладение городами Франкфурт-на-Одере, Вандлитц, Ораниенбург, Биркенвердер, Геннигсдорф, Панков, Фридрихсфелъде, Карлсхорст, Кепеник и вступление в столицу Германии город Берлин[11].
- За ликвидацию группы немецких войск, окружённой юго-восточнее Берлина[12].

## Статистика боевых действий
Всего за годы Великой Отечественной войны полком:
| Выполнено боевых вылетов | Сбито самолётов в воздухе | Уничтожено самолётов всего |
| ------------------------ | ------------------------- | -------------------------- |
| 5299                     | 128                       | 138                        |

Свои потери:
| Потеряно самолётов, всего | Погибло лётчиков всего |
| ------------------------- | ---------------------- |
| 90                        | 39                     |

## Самолёты на вооружении
| Период                  | Самолёты |
| ----------------------- | -------- |
| 18.02.1942 — 01.07.1942 | Як-1     |
| 01.07.1942 — 01.04.1944 | Як-7Б    |
| 01.03.1943 — 01.04.1944 | Як-1Б    |
| 01.04.1944 — 20.02.1949 | Як-9     |

| Як-9 | Як-9УМ | Як-9 |

## Базирование
| Период                  | Аэродромы                               |
| ----------------------- | --------------------------------------- |
| 07.1945 — 12.1945       | Гроссенхайн, Германия                   |
| 12.1945 — 01.07.1949    | Харьков-Сокольники, Харьковская область |
| 01.07.1949 — 01.07.1960 | Мары, Туркмения                         |